# Rosenrot (歌曲)
"Rosenrot"（德译：玫瑰红）是Rammstein的一首单曲，收录于同名专辑Rosenrot。
歌词包含的元素来自约翰·沃尔夫冈·冯·歌德的诗歌野玫瑰和格林兄弟的故事雪花白与玫瑰红，Till在该歌中没有发出他的标志性“R”翘舌音。

## MV
MV描述了乐队成员扮演的来自不同教派的修道士来到泽尔内什蒂的一个小村庄，MV主要讲了乐队主唱Till Lindemann爱上了一个在节日庆典中认识的当地女孩，在她的请求下，他进了她的家并杀害了她的父母，当他离开时，他向女孩微笑女孩也是如此，之后她大叫，村民从黑暗中冲出并殴打Till，随后他们把他绑了起来，处以火刑，Till的同伴和女孩参加了这场火刑。女孩的扮演者是罗马尼亚模特Cătălina Lavric，拍摄时她14岁。
MV的情节映射了部分歌词：在MV和歌曲中，一个男人被他的情人请求做一件自我毁灭的而又无意义的举动，之后在尝试中死去，而他的情人却安然无恙。在MV中，男人犯下了谋杀罪并被处死，在歌词中他试着从山上摘下一朵玫瑰，但从山上跌落而死。